# Maxmuelleria gigas
Maxmuelleria gigas är en djurart som tillhör fylumet skedmaskar, och som först beskrevs av M. Müller 1852.  Maxmuelleria gigas ingår i släktet Maxmuelleria och familjen Bonelliidae. Inga underarter finns listade i Catalogue of Life.